# Mount Orab
Mount Orab ist ein Village im Brown County, Ohio, Vereinigte Staaten.

## Lage
Es liegt etwa 19 Kilometer nördlich von Georgetown, dem Verwaltungssitz des Countys. Nach Einwohnern ist es die größte Siedlung in der Green Township. Bei der Volkszählung im Jahr 2000 lag die Bevölkerungszahl bei 2307 Einwohnern.
Der Name ist eine Ableitung von [Mount] Horeb, dem Berg, auf dem Mose gemäß der Bibel die Zehn Gebote empfangen hat.

## Geschichte
Dem Grundstein für das Dorf legte Daniel Keethler am 3. September 1850. Das kleine Dorf wuchs zunächst nur sehr langsam. Das änderte sich erst, als am 19. April 1877 die Cincinnati & Eastern Railroad das Dorf erreichte.
1970 soll hier Pfarrer Caroll Jay seine Frau Dolores mittels Hypnose dazu gebracht haben, xenoglosses Deutsch zu sprechen. Dies wurde als Fall Dolores Jay bekannt.

## Galerie

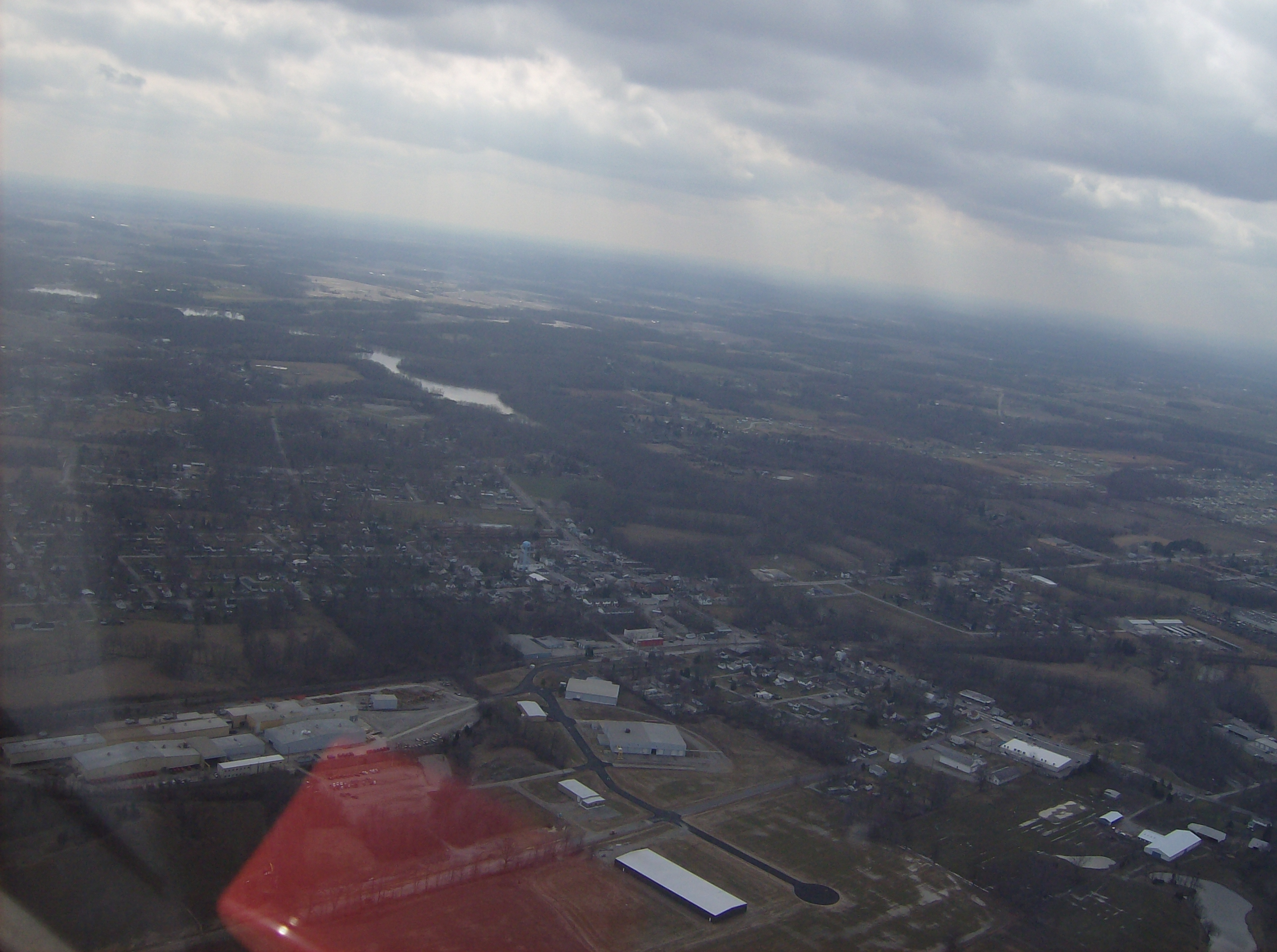
Luftbild von Mount Orab
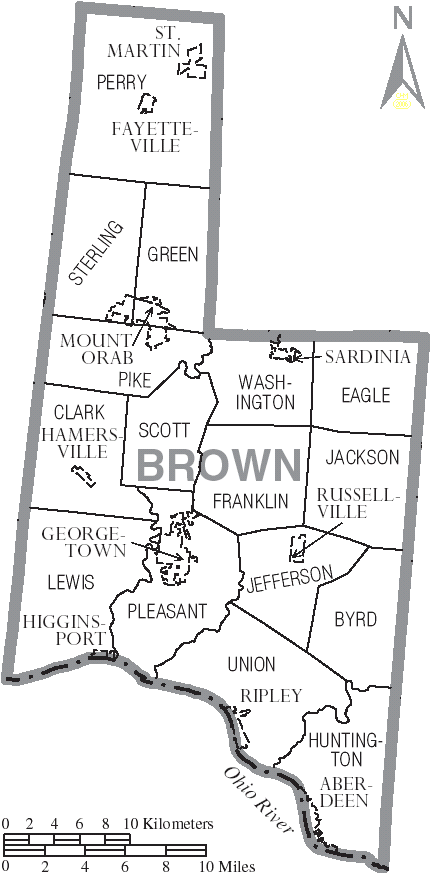
Karte von Brown Country